# Mob Mentality 7"
Mob Mentality é um EP split lançado em 1999 pelas bandas Dropkick Murphys e The Business. Em duas das faixas do álbum uma banda regravou uma música da outra, e há uma terceira faixa inédita, cantada pelas duas bandas juntas (McBusiness). Este EP deu origem ao álbum Mob Mentality de 2000.

## Faixas
| Lado A |                                                              |         |  |
| N.º    | Título                                                       | Duração |  |
| 1.     | "Mob Mentality" (McBusiness (Dropkick Murphys/The Business)) | 2:21    |  |

| Lado B |                                               |         |  |
| N.º    | Título                                        | Duração |  |
| 1.     | "In the Streets of London" (Dropkick Murphys) | 1:12    |  |
| 2.     | "Informer" (The Business)                     | 1:56    |  |